# Бурун (река)
Бурун — река в России, протекает в Предгорном районе Ставропольского края. Длина реки составляет 15 км, площадь водосборного бассейна 46,1 км².
Начинается к югу от посёлка им. Чкалова, течёт сначала на запад, потом на север, затем снова на запад. В низовьях запружена и пересыхает. Устье реки находится в 7,2 км по правому берегу реки Дарья.

## Данные водного реестра
По данным государственного водного реестра России относится к Западно-Каспийскому бассейновому округу, водохозяйственный участок реки — Кума от истока до впадения реки Подкумок. Речной бассейн реки — Бессточные районы междуречья Терека, Дона и Волги.
Код объекта в государственном водном реестре — 07010000312108200001570.